# This World's for Everyone
This World's for Everyone è il quinto album in studio del gruppo musicale britannico The Korgis, pubblicato nel 1992 in Europa e nel mondo e nel 1993 in Germania.
Ci fu una riedizione dell'album con cinque tracce bonus nel 2008.

## Tracce

### Edizione standard
1. This World's for Everyone – 3:26
2. Hold on (versione remix tedesca durata 4:36) – 4:08
3. Work Together – 3:42
4. Hunger – 4:49
5. Show Me – 3:43
6. Who Are These Tears for Anyway – 4:14
7. One Life – 3:35
8. Love Turned Me Around – 5:00
9. Wreckage of a Broken Heart – 3:12
10. All the Love in the World – 3:15
11. Third Time Around – 3:49
12. Everybody's Got To Learn Sometime (riedizione 1990) – 4:09

### Traccia bonus edizione tedesca 1993
1. Everybody's Got To Learn Sometime (DNA House Mix 7) – 3:51

### Tracce bonus riedizione 2008
1. This World’s for Everyone (Demo)
2. Hold On (alternative mix)
3. All The Love In The World (registrazione alternativa)
4. The Way I Feel
5. Mount Everest Sings the Blues (Live)